# Èuma
Heume-l'Église és un municipi francès situat al departament del Puèi Domat i a la regió d'Alvèrnia-Roine-Alps. L'any 2007 tenia 115 habitants.

## Demografia

### Població
El 2007 la població de fet de Heume-l'Église era de 115 persones. Hi havia 49 famílies de les quals 11 eren unipersonals (11 homes vivint sols), 19 parelles sense fills i 19 parelles amb fills.
La població ha evolucionat segons el següent gràfic:
Habitants censats

### Habitatges
El 2007 hi havia 71 habitatges, 49 eren l'habitatge principal de la família, 12 eren segones residències i 9 estaven desocupats. 66 eren cases i 4 eren apartaments. Dels 49 habitatges principals, 35 estaven ocupats pels seus propietaris, 5 estaven llogats i ocupats pels llogaters i 9 estaven cedits a títol gratuït; 1 tenia una cambra, 4 en tenien dues, 6 en tenien tres, 9 en tenien quatre i 30 en tenien cinc o més. 43 habitatges disposaven pel capbaix d'una plaça de pàrquing. A 25 habitatges hi havia un automòbil i a 20 n'hi havia dos o més.

### Piràmide de població
La piràmide de població per edats i sexe el 2009 era:
| Homes | Edats   | Dones |
| ----- | ------- | ----- |
| 0     | 95 o +  | 0     |
| 0     | 90 a 94 | 4     |
| 0     | 85 a 89 | 0     |
| 0     | 80 a 84 | 0     |
| 12    | 75 a 79 | 4     |
| 4     | 70 a 74 | 0     |
| 0     | 65 a 69 | 8     |
| 0     | 60 a 64 | 0     |
| 8     | 55 a 59 | 0     |
| 8     | 50 a 54 | 4     |
| 0     | 45 a 49 | 4     |
| 8     | 40 a 44 | 4     |
| 4     | 35 a 39 | 0     |
| 4     | 30 a 34 | 4     |
| 0     | 25 a 29 | 4     |
| 0     | 20 a 24 | 0     |
| 8     | 15 a 19 | 0     |
| 8     | 10 a 14 | 8     |
| 0     | 5 a 9   | 4     |
| 4     | 0 a 4   | 4     |

## Economia
El 2007 la població en edat de treballar era de 80 persones, 63 eren actives i 17 eren inactives. De les 63 persones actives 62 estaven ocupades (36 homes i 26 dones) i 2 estaven aturades (2 dones i 2 dones). De les 17 persones inactives 7 estaven jubilades, 3 estaven estudiant i 7 estaven classificades com a «altres inactius».

### Ingressos
El 2009 a Heume-l'Église hi havia 46 unitats fiscals que integraven 118 persones, la mediana anual d'ingressos fiscals per persona era de 13.150,5 €.

### Activitats econòmiques
Dels 5 establiments que hi havia el 2007, 1 era d'una empresa de construcció, 1 d'una empresa de transport, 1 d'una empresa d'hostatgeria i restauració, 1 d'una empresa de serveis i 1 d'una entitat de l'administració pública.
L'únic servei als particulars que hi havia el 2009 era una lampisteria.
L'any 2000 a Heume-l'Église hi havia 24 explotacions agrícoles.

## Poblacions més properes
El següent diagrama mostra les poblacions més properes.